# 水道筋
水道筋（すいどうすじ）は兵庫県神戸市灘区の町名の一つで、それ自体「水道筋」という愛称を持つ坂口石屋川線（灘区篠原南町4丁目～王子町1丁目）の南北にあたる。（地図 - Google マップ）

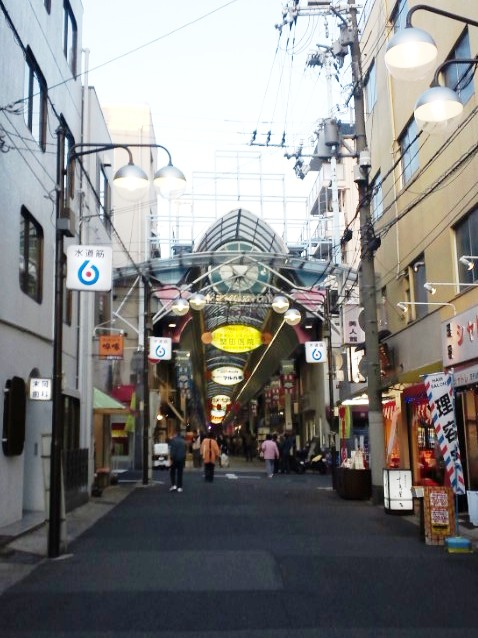
水道筋商店街

郵便番号：657-0831。

## 地理
北東は篠原南町、東は都賀川を挟み将軍通、南は山手幹線を境界線として（三丁目を除く）岸地通、西は西郷川を挟み王子町、北西で中原通に僅かに接し、北は倉石通。東から順に一～六丁目が存在する。昭和6年（1931年）に誕生した水道筋商店街は灘区随一の商業区域。
普通「筋」といえば南北の道路だが、珍しいことに水道筋は東西に走る。しかも『灘区の地名』によれば神戸市内で唯一町名で「筋」と付くという。

## 歴史
当地は大正15年（1926年）6月に始まり昭和6年（1931年）5月に完成した神戸市の第二回水道拡張工事の際通された千苅水源池から西宮市上ヶ原を経て会下山までの900mmパイプの水道管（神戸水道）の上を道にしたので水道筋と呼ばれる。

## 人口統計
令和2年国勢調査（2020年10月1日）での世帯数1,680、人口2,895、うち男性1,313人、女性1,582人
。